# Angelo de Mojana di Cologna
Angelo de Mojana di Cologna GColIH foi o 77º Grão-Mestre da Ordem Soberana e Militar de Malta, atuando desde 1962 até a sua morte em 1988.
Seu título completo era: Sua Mais Eminente Alteza Fra Angelo de Mojana di Cologna, Principe e Grande Mestre da Ordem Mlitar Soberana e Hospitalar de São João de Jerusalém, de Rodes e Malta, Mais Humilde Guardião dos Pobres de Jesus Cristo..
A 2 de Setembro de 1983 foi agraciado com o Grande-Colar da Ordem do Infante D. Henrique de Portugal.